# Automobili Turismo e Sport

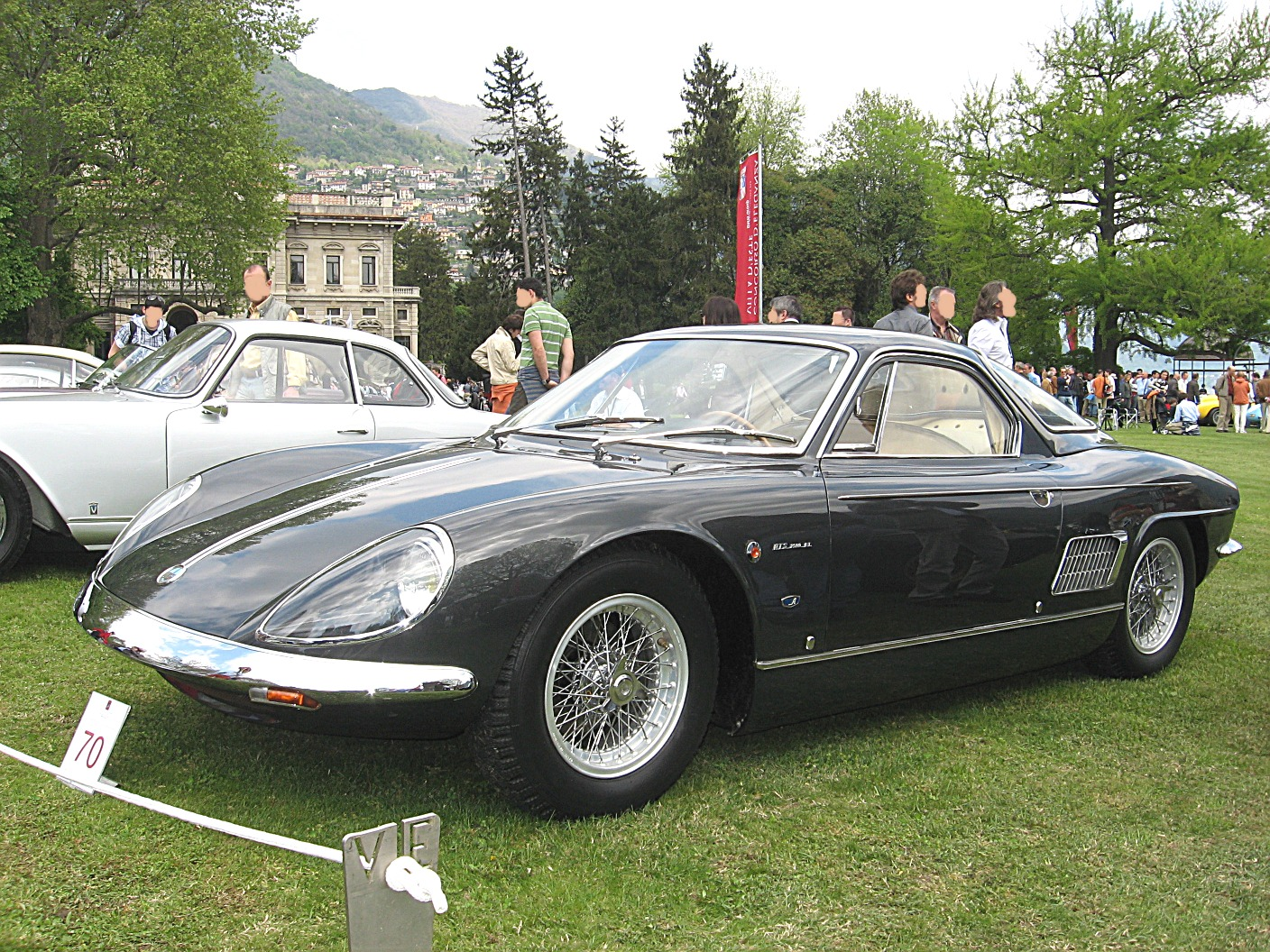
ATS 2500-GT

Automobili Turismo e Sport (afgekort als ATS) was een Italiaans automerk dat bestond tussen 1963 en 1965. Het bedrijf werd opgestart door onder anderen Giotto Bizzarrini en Carlo Chiti na de grote leegloop bij Ferrari in de jaren 60. Het doel was Ferrari te verslaan zowel met sportwagens voor de weg als in de Formule 1.
In 1963 bouwden ze de ATS 2500GT sportwagen. De 2500GT kon beschikken over een 2467 cc V8 met een maximaal vermogen van 220 pk. Een succes is de wagen niet geworden en er werden slechts een tiental exemplaren gebouwd. Bizzarrini zou ATS al snel verlaten om zich bezig te houden met ASA.
Om in de Formule 1 voet aan de grond te krijgen ging ATS samenwerken met het in geldnood zittende Scuderia Serenissima. De wagen werd de ATS Tipo 100 met een 1,5 L V8. Als coureurs kwamen Giancarlo Baghetti en Phil Hill over van Ferrari.
In 1964 verlaat Carlo Chiti ATS en richt Autodelta op om samen te gaan werken met Alfa Romeo. De ATS Tipo 100 werd nog gebruikt als basis bij het Derrington-Francis Formule 1-project van Stirling Moss.